# Kontrarys
Kontrarys – technika rysunku węglem polegająca na nanoszeniu na karton blokady uniemożliwiającej warstwie węgla przyleganie do kartonu. W technice tej można uzyskać światło, cienie oraz różne nasycenia szarości przez kolejne nakładania blokady. Prekursorem i autorem tej techniki rysowania węglem jest artysta plastyk Krzysztof Karewicz. Kontrarys jest nazwą wymyśloną przez Krzysztofa Karewicza do określenia tej techniki, którą stosuje od lat 70.